# オクタコンタン
| オクタコンタン | オクタコンタン |
| -------------- | -------------- |
| CH3(CH2)78CH3  |                |
| IUPAC名        | オクタコンタン |
| 分子式         | C80H162        |
| 分子量         | 1124.142       |
| CAS登録番号    | 7667-88-1      |
| 密度と相       | 0.833 g/cm3,   |
| 沸点           | 680.107 °C     |

オクタコンタン (Octacontane) とは、直鎖状のアルカンの1種。炭素原子が80個、分岐することなく一列に連なっている。分子式はC80H162。分子量は約1124.1423であるが、異なる値を提げる資料もあって分子量は1124.14228という資料や、1124.142334という資料などがある。モル体積は1349.075 (cm3/mol)。表面張力は32.25 (dyne/cm)。分極率は147.741×10-24 (cm3)。密度は0.833 (g/cm3)。気化熱は96.21 (kJ/mol)。蒸気圧は25℃において0 (mmHg)。沸点は760mmHgにおいて680.107 (℃)。引火点は790.756 (℃)。なお構造異性体の種類は約1.05645×1031。